# Thumma Bala

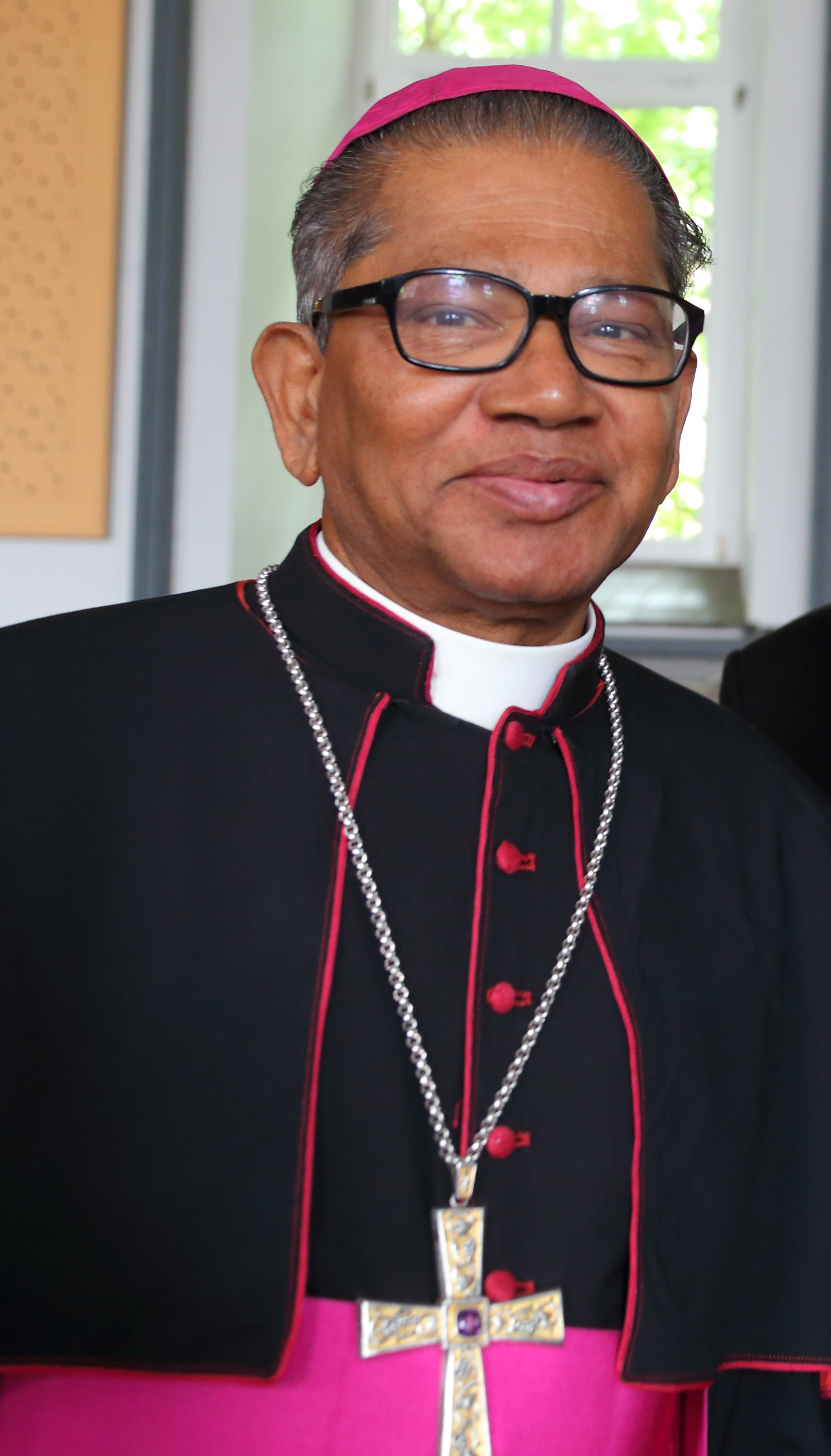
Erzbischof Thumma Bala (2014)

Thumma Bala (* 24. April 1944 in Narimetta; † 30. Mai 2024 in Warangal) war ein indischer Geistlicher und römisch-katholischer Erzbischof von Hyderabad.

## Leben
Thumma Bala empfing am 21. Dezember 1970 die Priesterweihe.
Papst Johannes Paul II. ernannte ihn am 17. November 1986 zum Bischof von Warangal. Der Erzbischof von Hyderabad, Saminini Arulappa, spendete ihm am 12. März des nächsten Jahres die Bischofsweihe; Mitkonsekratoren waren Alfonso Beretta PIME, emeritierter Bischof von Warangal, und Joseph S. Thumma, Bischof von Vijayawada.
Am 12. März 2011 ernannte ihn Papst Benedikt XVI. zum Erzbischof von Hyderabad. Die Amtseinführung fand am 5. Mai desselben Jahres statt.
Papst Franziskus nahm am 19. November 2020 seinen altersbedingten Rücktritt an.